# シディ・ベル・アッベストラム
シディ・ベル・アッベストラム（アラビア語: ترامواي سيدي بلعباس、英語: Sidi Bel Abbès tramway、フランス語: Tramway de Sidi Bel Abbès）は、アルジェリアのシディ・ベル・アッベス市内を走る路面電車（ライトレール）。2017年から営業運転を開始し、アルジェリア各都市の路面電車と同様にセトラム（STRAM）による運営が行われている。

## 概要
混雑解消や公共交通機関の充実を目的に主要都市に軌道交通を建設するというアルジェリア政府の方針の一環として各地に建設が進んでいる路面電車（ライトレール）の1つ。工事は2013年6月22日から始まり、トルコの企業であるヤプ・メルケジが建設の請負を実施した。そして2016年12月から試運転が始まり、翌7月25日に開通式が行われた後7月26日から営業運転を開始した。
2020年現在の路線延長は13.8 kmで、そのうち北部には新興開発地域を一周するループ線が存在し、南バスターミナル（Gare Routiere Sud）電停始発の列車（V1）は反時計回り（左回り）、カスケード（Les Cascades）電停始発の列車（V2）は時計回り（右回り）に走行するが、ループ線を経由しない運行も可能な構造となっており、2019年時点で利用客が少ないループ線区間を省略した系統の導入も検討されている。電停数は22箇所で、そのうち16箇所には券売機が設置されている。運賃は片道30ディナールで、30日間利用可能な定額制カード「TAWASSOL」の利用も可能である。
列車の運行間隔はラッシュ時（7時 - 9時、16時 - 19時）は10分間隔、それ以外は15分間隔を基本としており、5時30分から22時代まで列車が設定されている。また、ラマダーンを始めとした特別ダイヤが設定される時期も存在する。開通に合わせてバスの路線網の再編が行われ、シディ・ベル・アッベストラムとの接続性が重視された事もあり、利用客は1日あたり約55,000人という高い水準を記録している。

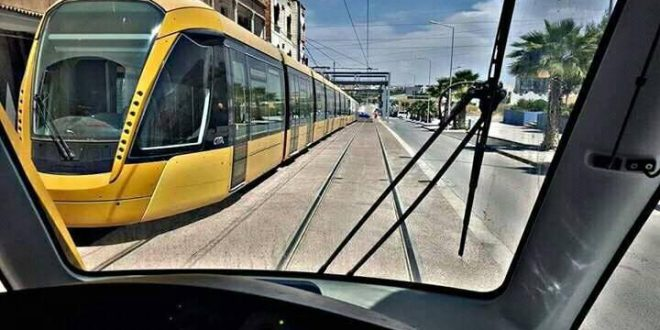
運転台からの展望（2017年撮影）
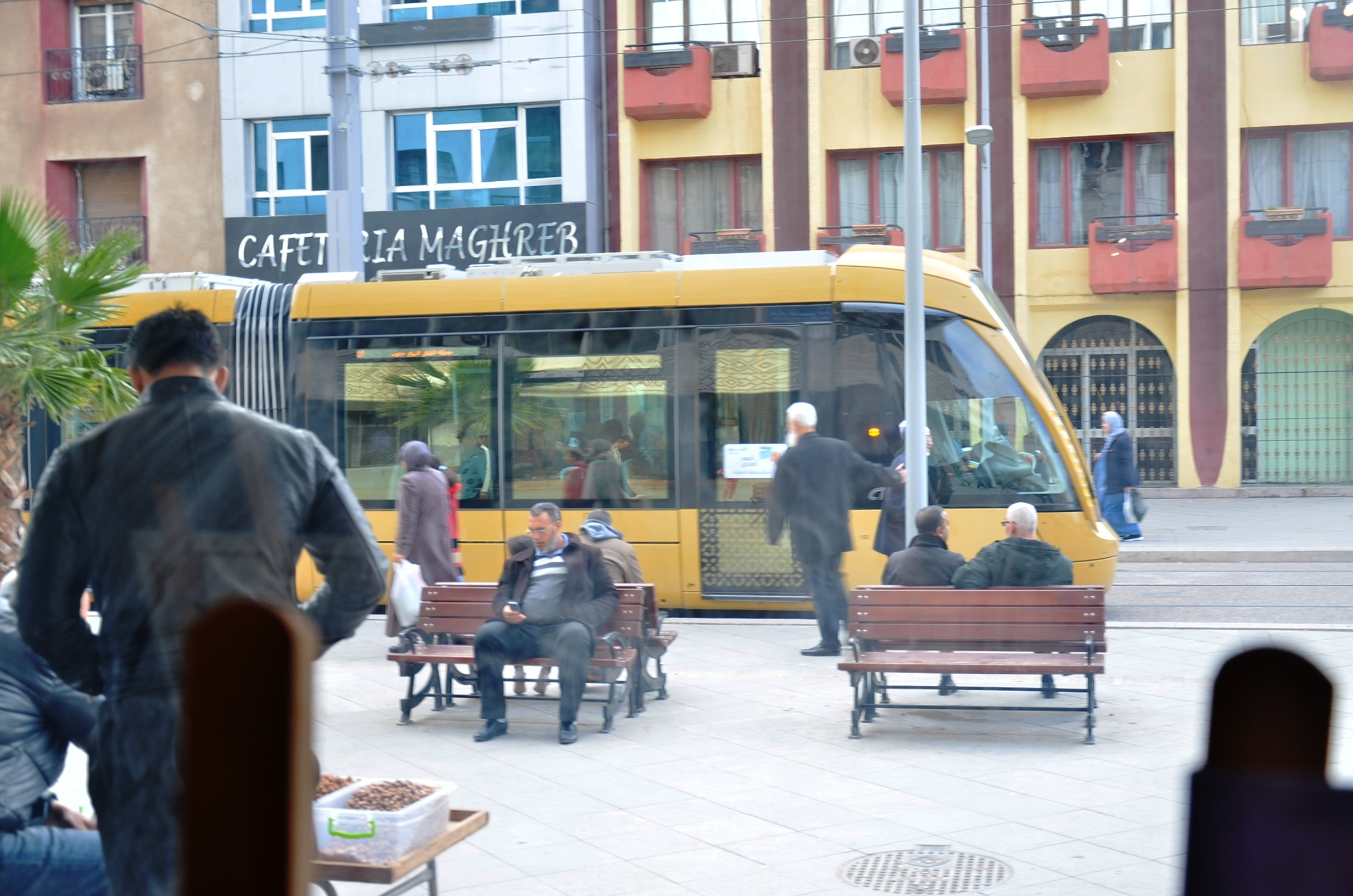
併用軌道を走る電車（2018年撮影）
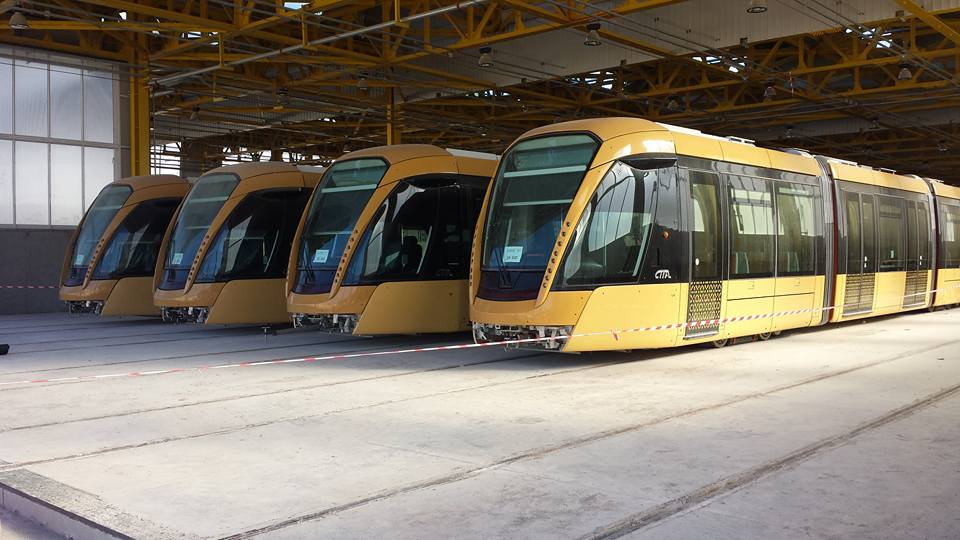
車庫に並ぶ電車（2017年撮影）

## 車両
シディ・ベル・アッベストラムに在籍している営業用車両は、フランスのアルストムが設計・部品製造を行い、同社が出資するアルジェリアのあるシタル（CITAL）によって最終組み立てが実施された、超低床電車のシタディス（シタディス402）である。全車とも両運転台の7車体連接車で、車体の塗装は沿線の小麦畑にちなみ、黄色がかった小麦色で塗られている。車内には空調装置や監視カメラに加えて車椅子用のフリースペースが設置されている。2013年12月に発注が行われ、2019年現在30両が在籍する。主要諸元は以下の通り。
| 主要諸元 | 主要諸元 | 主要諸元    | 主要諸元 | 主要諸元 | 主要諸元 | 主要諸元 | 主要諸元 | 主要諸元 | 主要諸元    |
| 両数     | 車両番号 | 編成        | 運転台   | 全長     | 全幅     | 定員     | 低床率   | 軌間     | 備考・参考  |
| -------- | -------- | ----------- | -------- | -------- | -------- | -------- | -------- | -------- | ----------- |
| 30両     | 101-130  | 7車体連接車 | 両運転台 | 43,760mm | 2,650mm  | 414人    | 100%     | 1,435mm  | [ 4 ] [ 2 ] |

## 今後の予定
2019年の時点で、シディ・ベル・アッベストラムには南バスターミナル電停から南方にある大学方面へ向かう路線の延伸計画が存在しており、開通後の総延長は17.8 kmとなる予定である。